# روبين بيريز ديل مارمول
روبين سلفادور بيريز ديل مارمول (بالإسبانية: Rubén Salvador Pérez del Mármol)‏ (مواليد 26 أبريل 1989 - إستجة ، إسبانيا) لاعب كرة قدم إسباني ، يلعب في مركزي خط الوسط الدفاعي والمحوري، ويلعب حاليًا لنادي ليغانيس الإسباني معارًا من نادي غرناطة لموسم واحد من 9 أغسطس 2016 إلى 30 يونيو 2017.

## روابط خارجية
- روبين بيريز ديل مارمول على موقع الاتحاد الأوربي (الإنجليزية)
- روبين بيريز ديل مارمول على موقع قاعدة بيانات كرة القدم.إي يو (الإنجليزية)
- روبين بيريز ديل مارمول على موقع Soccerbase.com (لاعب) (الإنجليزية)
- روبين بيريز ديل مارمول على موقع Soccerway.com (الإنجليزية)
- روبين بيريز ديل مارمول على موقع عالم كرة القدم.نت (الإنجليزية)
- روبين بيريز ديل مارمول على موقع AS.com (الإسبانية)